# Zrínyi híd
A Zrínyi híd (horvátul Zrinski most) az M7-es illetve az A4-es autópálya hídja a Mura határfolyó felett a magyar-horvát határon. A magyarországi Letenyét köti össze a horvátországi Muracsánnyal. Nevét a Zrínyi családról kapta, tisztelegve ezzel a két nép történelmében párhuzamosan dicsőséges szerepet játszó család emléke előtt.

## Története
A terveket a magyar Uvaterv Zrt. a magyar szabványoknak megfelelően készítette el. A kivitelezést a horvát Hidroelektra Niskogradnja d.d. vállalat 2007 júliusában kezdte el. A hidat 2008. október 22-én adták át a forgalomnak. Ettől fogva autópályán megszakítás nélkül lehet utazni Budapest és Zágráb között. A híd 8 millió euróba került. A beruházást fele részben a magyar, fele részben a horvát állam finanszírozta.

## Adatai
- A híd 216 m hosszú és 29,94 m széles. Irányonként 2 sávval és leállósávval rendelkezik.
- Szerkezete: útpályánként egy-egy vasbetonlemezzel együttdolgozó acélszerkezetű híd, hidanként 2-2 db acélszekrénnyel.
- A kivitelező a híd acél főtartóit a parton állította össze és a falszerkezet tetejére szerelt ideiglenes pilonok segítségével, közbenső támaszok nélkül, hosszirányban tolta a helyére.
- A híd pályateste egyszerre ferde és kanyarodó, mert igazodnia kellett a már meglévő autópálya szakaszhoz.